# Vormshoved
Vormshoved (dansk) eller Wormshöft (tysk) er en landsby beliggende i det østlige Angel (Sydslesvig) ved den nordlige ende af Vormshoved Nor ved Slien mellem landsbyen Rabøl og fiskerbyen Masholm (Måsholm). Administrativt hører landsbyen under Hasselbjerg Kommune i Slesvig-Flensborg Kreds i den nordtyske delstat Slesvig-Holsten. I kirkelig henseende hører Vormshoved under Gelting Sogn. Sognet lå i den danske tid indtil 1864 i Kappel Herred (oprindelig Ny Herred, Flensborg Amt, Sønderjylland). Stednavnet er første gang dokumenteret 1462 (lib. cens.). Første led er substantiv orm (sml. gl.dansk vorm) i betydning orm eller slange, andet led hoved. Navnet betyder dermed ormehoved eller slangehoved. Sidste led er terrænbetegnelse i figurativ betydning. Der kan være tale om et sammenligningsnavn (→Ormshoved), hvor første led er et dyrenavn i gen. (sml. også Fovlshoved eller Bjørnshoved i Nørre Haksted Sogn), i Nordslesvig er der flere eksempler på.
Noret mellem Vormshoved og Masholm (Måsholm) er opkaldt efter landsbyen Vormshoved; Vormshoved Nor (tysk: Wormshöfter Noor).